# Friedrich Martersteig
Friedrich Wilhelm Heinrich Martersteig (Weimar, 11 de março de 1814 - Weimar, 6 de setembro de 1899) foi um pintor alemão. Depois de 1874, ele soletrou seu nome Mardersteig.

## Vida e trabalho
Ele começou seus estudos em 1822 na Escola de Desenho Livre Weimar Princely. Em 1829, uma bolsa do Grão-Duque Charles Frederick permitiu-lhe frequentar a Academia de Belas Artes de Dresden, onde estudou com Ludwig Richter e fez cópias dos Antigos Mestres.
Ao se formar em 1834, graças a outra bolsa, ele pôde continuar no Kunstakademie Düsseldorf, onde estudou com Karl Ferdinand Sohn, Theodor Hildebrandt e Friedrich Wilhelm von Schadow.